# 庄头墓群
庄头墓群，位于山东省烟台市龙口市石良镇东庄头村，是中华人民共和国山东省文物保护单位之一。
1992年6月12日，授予山东省文物保护单位，是一座古墓葬。